# Bellér Ágnes
Bellér Ágnes (1948. február 11. – 2017. november 14.[forrás?]) magyar „szabadúszó” újságíró, író, fényképész és kézműves.

## Életpályája
Debrecenben érettségizett. 13 könyvet írt. Újságíróként számos médiumnál dolgozott (pl. Best, Elle, Pesti Hírlap, Reform, Tükör, Somogyi Néplap, Magyar Televízió (Ablak), Nap TV, Magyar Rádió, Mister).  

## Nyelvtudása
- Angol, német és magyar.

## Kötetei (válogatás)
- Vigasztaló : versek. Budapest; Arménia Népe Kulturális Egyesület, 2000. 36 p.
- Mélységek és magasságok : őszinte férfiak. Budapest; Totem, 2005. 199, [2] p.
- Őszinte nők. Budapest; Masszi, 2006. 231 p. ill.
- Antal Imre, ahogyan ők látják : Bellér Ágnes riportkönyve. Budapest; Totem, 2007. 135 p. ill.
- 100 férfi, 100 recept. Budapest; Glória Press, cop. 2007. 310 p. ill., színes
- Egy nagyszájú nő élete : [erotikus kalandozások Európában] / Maria Geronazzo ; [lejegyezte Bellér Ágnes]. Budapest; Media Lumina, 2008. 336 p. ill.[2]

## Magánélete
Férje Bellér Zoltán. Egy fiuk van, Gergely.

## Díjai, elismerései
Kapott kormánykitüntetést, és elnyerte a Gyermekvédelmi munkáért szóló elismerést is.[forrás?]